# Quintal
Quintal és un municipi francès del departament de l'Alta Savoia i la regió d'Alvèrnia-Roine-Alps.